# Echinocereus x roetteri
Echinocereus x roetteri  es una  especie de planta fanerógama de la familia Cactaceae. Es endémica de  México y  Nuevo México y Texas  en Estados Unidos. Es una especie inusual en las colecciones.
Es un híbrido natural de Echinocereus coccineus y Echinocereus dasyacanthus.

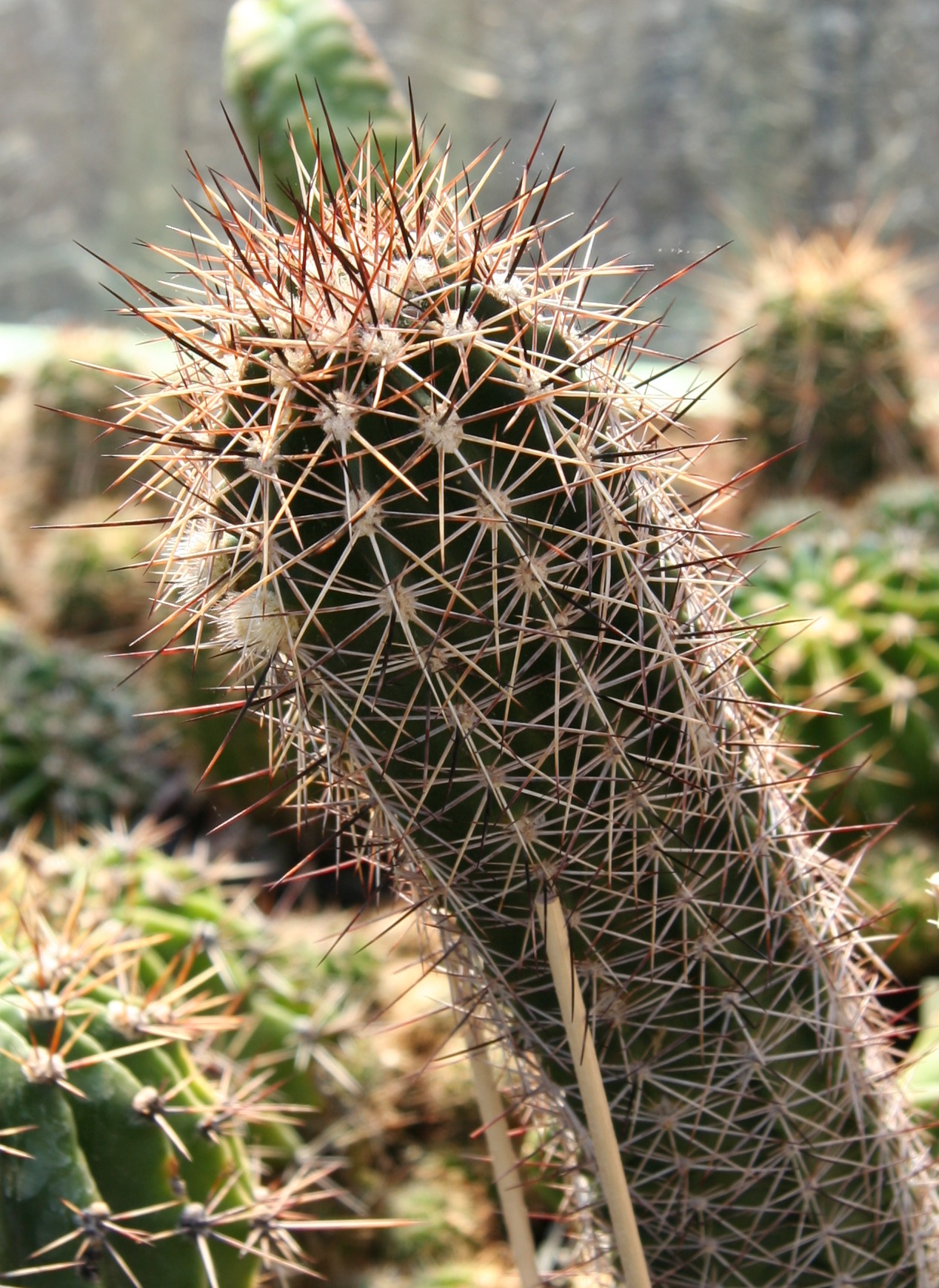
Vista de la planta

## Descripción
Echinocereus × roetteri crece individualmente o con ramificación y luego forma grupos de hasta 20 o más unidades. Los tallos son verdes cilíndricos de 15 a 20 cm de largo y tienen diámetros 8,5 a 11 centímetros. Tiene de once a 13  costillas disponibles. Las areolas con cinco a ocho espinas centrales rectas, extendidas de color rojizo y de 1.2 a 1.9 centímetros. Las 11 a 16 espinas radiales son extendidas, grises rojizas, rectas y miden hasta 1.5 cm de largo. Las flores son anchas en forma de embudo flores y en su mayoría de color naranja, pero pueden variar al color rosa o amarillo o rojo. Aparecen en las cercanías de las puntas de los brotes, miden de 5 a 6 cm de largo y alcanzan un diámetro 4,5-7 centímetros.

## Taxonomía
Echinocereus roetteri fue descrita por (Engelm.) Rümpler y publicado en Handbuch der Cacteenkunde 829. 1885.
Etimología
Echinocereus: nombre genérico que deriva del griego antiguo: ἐχῖνος (equinos), que significa "erizo", y del latín cereus que significa "vela, cirio", donde se refiere a sus tallos columnares erizados.
roetteri: epíteto otorgado en honor del botánico Paulus Roetter.
Sinonimia
- Echinocereus lloydii
- Cereus × roetteri Engelm.
- Cereus roetteri Engelm.
- Echinocereus × lloydii Britton & Rose
- Echinocereus × roetteri var. lloydii (Britton & Rose) Backeb.
- Echinocereus × roetteri var. neomexicanus (J.M.Coult.) A.D.Zimmerman[3]